# АЭС Циньшань
АЭС Циньшань (кит. 秦山核电站) — действующая атомная электростанция на востоке Китая.
Станция расположена на побережье Восточно-Китайского моря в уезде Хайянь городского округа Цзясин провинции Чжэцзян. Рядом с 1-й очередью АЭС Циньшань находится АЭС Фанцзяшань.
Энергоблок Циньшань-1, размещённый на площадке 1-й очереди АЭС, стал не только первой действующей атомной электростанцией построенной в Китае, но и первым ядерным проектом полностью построенным по китайским технологиям. Корпусной водо-водяной двухпетлевой реактор CNP-300 мощностью 300 МВт был разработан Шанхайским научно-исследовательским и проектно-конструкторским институтом атомной энергии (SNERDI), турбинную часть АЭС проектировал другой китайский институт ECEPDI. Строительство энергоблока началось в марте 1985 года, а уже 15 декабря 1991 года состоялся энергетический пуск блока. Впоследствии схожие реакторы CNP-300 были поставлены китайцами в Пакистан на АЭС Чашма.
В 1996 году на площадке 2-й очереди АЭС началось возведение первого из четырёх энергоблоков с более мощным реактором CNP-600, также разработанного специалистами Китайской национальной ядерной корпорации (CNNC). Все четыре энергоблока 2-й очереди АЭС Циньшань с однотипными реакторами были введены в строй в ноябре 2011 года.
Практически параллельно со 2-й очередью в январе 1998 года на 3-й очереди началось возведение двух тяжеловодных реакторов CANDU 6 мощностью 750 МВт, разработанных канадской компанией AECL. Энергоблоки были успешно введены в эксплуатацию в 2002 и в 2003 годах.
Таким образом, после пуска энергоблока Циньшань-2-4 в ноябре 2011 года мощность АЭС Циньшань составила 4386 МВт. А в январе 2015 года с вводом в эксплуатацию второго энергоблока на АЭС Фанцзяшань, находящегося в непосредственной близости от 1-й очереди АЭС Циньшань, общая мощность атомного энергетического кластера Циньшань — Фанцзяшань составила 6546 МВт, что делает его одним из крупнейших в мире.

## Информация об энергоблоках
| Энергоблок   | Тип реакторов | Мощность | Мощность | Начало строительства | Физпуск    | Подключение к сети | Ввод в эксплуатацию | Закрытие |
| Энергоблок   | Тип реакторов | Чистый   | Брутто   | Начало строительства | Физпуск    | Подключение к сети | Ввод в эксплуатацию | Закрытие |
| ------------ | ------------- | -------- | -------- | -------------------- | ---------- | ------------------ | ------------------- | -------- |
| Циньшань-1   | PWR, CNP-300  | 298 МВт  | 310 МВт  | 20.03.1985           | 31.10.1991 | 15.12.1991         | 01.04.1994          | —        |
| Циньшань-2-1 | PWR, CNP-600  | 610 МВт  | 650 МВт  | 02.06.1996           | 15.11.2001 | 06.02.2002         | 15.04.2002          | —        |
| Циньшань-2-2 | PWR, CNP-600  | 610 МВт  | 650 МВт  | 01.04.1997           | 25.02.2004 | 11.03.2004         | 03.05.2004          | —        |
| Циньшань-2-3 | PWR, CNP-600  | 619 МВт  | 660 МВт  | 28.04.2006           | 13.07.2010 | 01.08.2010         | 05.10.2010          | —        |
| Циньшань-2-4 | PWR, CNP-600  | 610 МВт  | 660 МВт  | 28.01.2007           | 17.11.2011 | 25.11.2011         | 30.12.2011          | —        |
| Циньшань-3-1 | PHWR, CANDU 6 | 677 МВт  | 728 МВт  | 08.01.1998           | 21.09.2002 | 19.11.2002         | 31.12.2002          | —        |
| Циньшань-3-2 | PHWR, CANDU 6 | 677 МВт  | 728 МВт  | 25.09.1998           | 18.01.2003 | 12.06.2003         | 24.07.2003          | —        |